# Фицсимонс, Томас
Томас Фицсимонс (англ. Thomas Fitzsimons; октябрь 1741, Ирландия — 26 августа 1811, Филадельфия, Пенсильвания) — американский торговец и государственный деятель.
Родился в Ирландии, переехал в Америку около 1760 года. Женился на Кэтрин Мид 23 ноября 1761 года и потом открыл общее дело с её братом Джорджем. Жил в Филадельфии, где стал ведущим бизнесменом. Они создали фирму, которая успешно торговала с Вест-Индией более 41 года. Предприятие сильно пострадало от Закона о гербовом сборе, который ввела Великобритания в 1765 году. Это повлияло на Фицсимонса, который стал активным участником ирландского коммерческого общества в Филадельфии. В 1774 году организовал комитет сопротивления Невыносимым законам. Когда в Пенсильвании началась мобилизация, Фицсимонс вступил в ополчение, служил в звании капитана под начальством полковника Джона Колдвелла. Защищал побережье Нью-Джерси от британских войск. Позже служил в отряде, который составлял резерв американской армии в сражении при Трентоне (1776). Затем участвовал в пенсильванском комитете обороны, а также инспектировал недавно построенный флот Пенсильвании, снабжал его оружием, кораблями и финансово обеспечивал. Был делегатом Континентального конгресса в 1782 и 1783 годах, а также депутатом Палаты представителей Пенсильвании в 1786—1795 годах. На Филадельфийском конвенте говорил редко, но постоянно посещал его заседания и поддерживал сильное федеральное правительство, и выступал за отмену рабства, впрочем, не поддерживая всеобщего избирательного права. Был одним из двоих католиков, подписавших Конституцию США, вместе с Дэниэлом Кэрроллом из Мэриленда. Позже был членом Палаты представителей США от федералистов, где при его содействии приняли протекционистские тарифы и укрепили флот. Активно поддерживал армию и флот. Потерпел поражение на выборах в 1794 году, проиграв Джону Свонвику. Помог в основании Северно-Американской страховой компании. Был президентом Филадельфийской торговой палаты, опекал Пенсильванский университет, руководил Делавэрской страховой компанией и Банком Северной Америки в 1781-1803 годах, поддержал основание Джорджтаунского колледжа.